# Sunu Mawuli
Sunu Mawuli est un footballeur international togolais des années 1980, qui est depuis août 2019 le président du club togolais de Gomido FC.

## Biographie
International togolais entre 1983 et 1984, il participe à la CAN 1984, jouant tous les matchs, mais sans arriver à passer le premier tour.
Depuis le 22 août 2019, il est élu président du club de Gomido FC, équipe de première division togolaise. 

## Statistiques

### Buts en sélection
| Buts de Sunu Mawuli en sélection | Buts de Sunu Mawuli en sélection | Buts de Sunu Mawuli en sélection | Buts de Sunu Mawuli en sélection | Buts de Sunu Mawuli en sélection | Buts de Sunu Mawuli en sélection | Buts de Sunu Mawuli en sélection |
| -------------------------------- | -------------------------------- | -------------------------------- | -------------------------------- | -------------------------------- | -------------------------------- | -------------------------------- |
| -                                | Date                             | Lieu                             | Adversaire                       | But / minute                     | Résultat                         | Compétition                      |
| 1                                | 28 août 1983                     | Lomé (Togo)                      | Éthiopie                         | ?                                | 3-0                              | Qualifications CAN 1984          |
| 2                                | 28 août 1983                     | Lomé (Togo)                      | Éthiopie                         | ?                                | 3-0                              | Qualifications CAN 1984          |